# Шарынино
Шарынино — деревня в составе Ординского муниципального округа в Пермском крае.

## Географическое положение
Деревня расположена в восточной части округа на расстоянии примерно 27 километров по прямой на юг от села Орда.

## Климат
Климат континентальный, с продолжительной холодной и многоснежной зимой и сравнительно коротким, теплым летом. Самым холодным месяцем в году является январь со средней месячной температурой воздуха -17,3°С, самым теплым – июль со средней месячной температурой +24,8°С. Образование устойчивого снежного покрова происходит в среднем во второй декаде ноября, продолжительность снежного покрова – 170 дней. Средняя из наибольших декадных высот снежного покрова за зиму составляет 59 см. Нормативная глубина сезонного промерзания грунтов в зависимости от вида грунта составляет от 68 до 76 см. Разрушение устойчивого снежного покрова происходит в конце второй декады апреля. Годовая сумма осадков составляет в среднем 470-500 мм. Продолжительность вегетационного периода составляет 160 дней.

## История
Деревня известна с 1687 года. Первыми жителями деревни были стрельцы Медянского острожка, которые по речке Телес несли сторожевую службу. В 1782 году в деревне проживало 90 жителей, в 1795 году 300, в 1869 году 386 человек. В 1908 году Шарынино именовалось селом, насчитывало 104 двора и 736 жителей .   
До мая 2019 года деревня входила в состав Медянского сельского поселения Ординского района, после упразднения которых входит непосредственно в состав Ординского муниципального округа.

## Население
Постоянное население составляло 118 человек в 2002 году (95% русские), 94 человека в 2010 году.   